# Tuzoia
La tuzoia (gen. Tuzoia) è un artropode estinto, vissuto nel Cambriano inferiore e medio (tra 520 e 505 milioni di anni fa). I suoi resti sono stati ritrovati in varie parti del mondo: Nordamerica, Cina e Boemia.

## Descrizione
Per lungo tempo gli unici resti fossili attribuiti a questo animale furono numerosi carapaci reticolati, simili a quelli degli odierni ostracodi. L'aspetto dell'animale, quindi, era del tutto ipotetico. Ritrovamenti più recenti hanno dimostrato che questo animale possedeva un paio di grandi occhi posti su peduncoli, che sporgevano anteriormente dal carapace, e antenne filamentose. Altre appendici, se ve ne erano, si trovavano probabilmente nascoste sotto il grande carapace. Quest'ultimo era tozzo e armato di spine lungo i fianchi, ma era piuttosto leggero: non era mineralizzato e possedeva una trama reticolata, così da rinforzare la struttura e ridurre il peso. Le dimensioni dell'animale erano notevoli, e potevano sfiorare i 20 centimetri di lunghezza. 

## Classificazione
Descritto per la prima volta nel 1912 da Charles Doolittle Walcott, che ne rinvenne i resti nel ben noto giacimento di Burgess Shales, Tuzoia è stato per lungo tempo al centro di un caso di cattiva interpretazione dei resti fossili: Walcott, infatti, interpretò questo animale come un crostaceo fillocaride, e aggiunse al carapace il resto di un presunto addome da gambero rinvenuto nello stesso giacimento. In realtà l'”addome” era parte dell'appendice boccale di un animale ben più grande noto come Laggania. Solo dopo la scoperta di esemplari completi di Laggania e Anomalocaris la matassa paleontologica cominciò a dipanarsi.
Attualmente la tuzoia è considerata un artropode dalle incerte parentele, forse imparentato con i crostacei. È possibile che questo animale fosse imparentato con l'artropode primitivo Isoxys, anch'esso conosciuto a Burgess Shale, o forse con i tilacocefali; in ogni caso, è stato creato un ordine (Tuzoida) e una famiglia (Tuzoiidae) per ospitare l'unico genere, la cui specie più nota è Tuzoia retifera. Un altro possibile tuzoide è Proboscicaris.

## Stile di vita
La struttura del carapace, i grandi occhi e l'ampia distribuzione fanno ritenere che Tuzoia fosse un nuotatore libero, che si muoveva nella parte superiore della colonna d'acqua. È possibile che condividesse l'habitat con altri grossi artropodi nuotatori, come Isoxys e Zhenghecaris.